# 발렌틴 슈토커
발렌틴 슈토커(Valentin Stocker, 1989년 4월 12일, 루체른 ~)는 스위스의 전 축구 선수로, 과거 좌측 미드필더로 활약하였다.

## 축구 경력

### 클럽 경력
스토커는 크린즈의 유소년팀에서 축구에 입문하였으며, 이 곳에서 1996년부터 2005년 여름까지 활약하였다. 2006년 1월에, 그는 바젤로 이적하였고, 스위스 1. 리가에 속한 U-21팀에서 활약하였다. 그는 2007-08 시즌 중, 리저브팀에서 최고의 미드필더 중 한명이 된 그는 1군으로 차출되었다. 그는 18번째 생일날에 첫 프로 계약서 서명을 하였다.
스토커는 FC 바젤 소속으로 2008년 2월 27일에 열린 툰과의 스위스컵 준결승전 장크트 야콥 파크 홈경기에서 데뷔하였고, 바젤은 이 경기에서 1-0으로 이겼다. 2008년 3월 2일, 그는 3-1로 이긴 툰과의 원정 경기에서 리그 데뷔전을 치르었다. 그의 세번째 리그 출전 경기인 3월 16일 시옹과의 슈퍼리그 경기에서 득점하였으나, 팀의 2-4 원정 패배를 막지 못하였다. 스위스 슈퍼리그 2007-08 시즌과 4월 6일의 스위스컵 결승전이 끝난 후, 바젤은 국내 더블을 달성하였다. 리그에서, 스토커는 11경기에 출전하였고, 3골을 득점하였으며, 시즌 마지막 경기인 영 보이즈와의 홈 경기에서 스토커는 마르코 슈트렐러와 함께 득점을 성공시키며 팀의 2-0 승리에 공헌하였고, 2위와 4점의 승점차로 리그를 우승하였다.
스위스 슈퍼리그 2008-09 시즌동안, 스토커는 32 경기에 출전하였고, 5골을 넣었으나, 바젤은 리그를 겨우 3위로 마감하면서 유로파리그에 진출하게 되었다. 2009-10 시즌에 스토커는 31경기를 출전하였고, 12골을 득점하였으며, 바젤은 또다시 더블을 차지하였다. 컵 결승전에서 스토커는 멀티골을 득점하였고, 바젤은 FC 로잔 스포르트를 상대로 6-0 대승을 거두었다.
2010-11 시즌에 스토커는 26경기 출장, 7골을 기록하였고, 클럽에서의 세 번째 리그 우승을 거두었다. 그러나 스토커는 4월 23일, 영 보이즈전에서 부상을 당하였다. 이 경기는 그의 100번째 슈퍼리그 경기였다. 이 부상으로 그의 십자인대가 파손되었고, 그는 이틀 뒤에 수술을 받았다. 그의 재활 기간은 6달에서 7달로 예상되었다.
2011-12 시즌에 그는 1-0으로 승리한 루체른과의 2011년 12월 3일 홈경기에서 복귀하였고, 같은 날, 그의 2016년 6월말까지 유효한 연장 계약이 발표되었다. 그는 2-1로 승리한 맨체스터 유나이티드와의 UEFA 챔피언스리그 2011-12 조별리그 최종전에서 교체 투입되었고, 바젤은 맨체스터 유나이티드를 꺾으면서 16강 토너먼트전 진출권을 확보하였다. 2012년 2월 22일, 바이에른 뮌헨과의 16강 1차전 경기에서, 그는 교체 투입되어 결승골을 득점하였다. 스위스 슈퍼리그 2011-12 끝에, 스토커는 바젤에서의 4번째 리그 우승을 경험하였고, 3연패를 달성하였다. 이 시즌에도 바젤은 스위스컵도 우승함에 따라 3번째 더블이 되었다.
2012-13 시즌에, 스토커는 축구 경력에 또다른 정점을 찍었다. 2013년 2월 21일, 마르코 슈트렐러의 부상과 알렉산더 프라이의 병가로 인해 두 선수가 모두 드니프로페트로우스크와의 유로파리그 32강 경기에 출전이 불가능하게 되었다. 그에 따라 스토커는 처음으로 팀의 주장 완장을 차고 경기에 임하였고, 바젤이 원정에서 1-1로 비기고 16강으로 진출할 수 있도록 인도하였다. 2012-13 시즌 스위스 슈퍼리그 종료 후, 스토커는 5번째 리그 우승을 거두었고, (리그 4연패) 스위스컵에서 준우승으로 마쳤다. UEFA 유로파리그 2012-13에서 바젤은 준결승전까지 진출하여 UEFA 챔피언스리그 우승팀 첼시를 상대하였으나, 합계 2-5로 패하며 탈락하였다.
2014년 5월 18일, 헤르타 BSC는 스토커의 공식 영입을 발표하였다. 스토커는 바젤과 헤르타간 5M 유로에 이적 합의를 보았으며, 헤르타와 4년 계약을 체결한 것으로 알려졌다.

### 국가대표팀 경력
스토커는 스위스 U-19 국가대표팀과 스위스 U-21 국가대표팀을 포함하여 다양한 연령대의 청소년 국가대표팀에 속해 있었다. 그는 2005년 4월 25일에 0-2로 패한 스코틀랜드 U-16 국가대표팀과의 경기에서 스위스 U-16 국가대표팀으로 데뷔하였다. 2008년과 2009년에, 그는 스위스 U-21 국가대표팀에서 7경기를 소화하였다. 그의 U-21 국가대표팀 첫 경기는 2008년 3월 26일에 1-2로 패한 마케도니아 공화국 U-21 국가대표팀과의 UEFA U-21 축구 선수권 대회 예선전 경기였다.
2008년 8월 20일, 그는 오트마어 히츠펠트 감독의 부름을 받아 4-1로 이긴 스타드 드 제네브에서의 키프로스와의 스위스 성인 국가대표팀 데뷔전을 치르었다. 그는 같은 경기에서 팀의 선제골을 넣었다.

### 국가대표팀 득점 기록
아래의 점수에서 왼쪽의 점수가 스위스의 점수이다.
| #  | 날짜             | 경기장                      | 상대       | 점수 | 결과 | 대회                      |
| -- | ---------------- | --------------------------- | ---------- | ---- | ---- | ------------------------- |
| 1. | 2008년 8월 20일  | 스타드 드 제네브, 제네바    | 키프로스   | 1–0  | 4–1  | 친선경기                  |
| 2. | 2010년 10월 12일 | 장크트 야콥 파크, 바젤      | 웨일스     | 1–0  | 4–1  | UEFA 유로 2012 예선전     |
| 3. | 2010년 10월 12일 | 장크트 야콥 파크, 바젤      | 웨일스     | 4–1  | 4–1  | UEFA 유로 2012 예선전     |
| 4. | 2015년 3월 31일  | 레치그룬트, 취리히          | 미국       | 1–1  | 1–1  | 친선경기                  |
| 5. | 2015년 9월 5일   | 장크트 야콥 파크, 바젤      | 슬로베니아 | 2–2  | 3–2  | UEFA 유로 2016 예선전     |
| 6. | 2016년 10월 7일  | 그루파마 아레나, 부다페스트 | 헝가리     | 3–2  | 3–2  | 2018년 FIFA 월드컵 예선전 |

## 수상

### 클럽
바젤
- 스위스 U-18 리그: 2006[16]
- U-19 / U-18 스위스컵: 2006[16]
- 스위스 슈퍼리그: 2007–08, 2009–10, 2010–11, 2011–12, 2012–13, 2013–14
- 스위스컵: 2007–08, 2009–10, 2011–12
- 우어렌컵: 2008, 2013

### 개인
바젤
- 스위스 슈퍼리그 올해의 신인 선수: 2008–09